# Der Steuermann
Der Steuermann ist ein kleines Prosastück von Franz Kafka aus dem Jahr 1920, in der ein Ich-Erzähler als Steuermann eines Schiffes von einem Eindringling gewaltsam verdrängt wird, ohne dass die Mannschaft des Schiffs ihm bei der Wiedererlangung seiner alten Position hilft.

## Entstehung
Im Herbst 1920, als Kafka sich von seiner Geliebten Milena Jesenská wieder löste, entstand wie in einem produktiven Schub eine Reihe kurzer Prosastücke. Zu nennen sind hier Das Stadtwappen, Poseidon, Nachts, Bei den Toten zu Gast, Gemeinschaft, Unser Städtchen liegt … (auch zu finden unter Die Abweisung), Zur Frage der Gesetze, Die Truppenaushebung, Die Prüfung, Der Geier, Der Kreisel, Kleine Fabel und eben auch Der Steuermann.
Diese kleinen Werke mit ihrem inneren Zusammenhang hat Kafka nicht veröffentlicht, die Titel stammen weitgehend von Max Brod.

## Inhalt
Der Erzähler fragt zu Beginn der Geschichte, ob er nicht Steuermann sei. Er hat zuvor in dunkler Nacht am Steuerrad gestanden, als ein „Fremder“ plötzlich aufgetaucht ist. Dieser drängt den Erzähler zur Seite, der im Fallen das Steuerrad herumreißt, aber der andere korrigiert dieses Fehlsteuern und übernimmt das Steuer. Der Erzähler ruft nach der Mannschaft im Schiffsrumpf. Sie kommt herauf, hilft ihm aber nicht, ist vielmehr fasziniert von dem Eindringling und zieht sich wieder in das Innere des Schiffs zurück.

## Interpretationen

### Politik
Man kann dieses Prosastück als Gleichnis über einen politischen Führer sehen, dem seine Anhängerschaft unter dem Einfluss eines neuen charismatischeren Konkurrenten entgleitet und der sich über den Opportunismus des Volkes ärgert, das sich für Fragen der Legitimität nicht zu interessieren scheint und das, obwohl durchaus „mächtig“, einen Gewaltanwender gewähren lässt.
Die Sitte, den Staat mit einem Schiff zu vergleichen, ist sehr alt. Bei der Rede vom Staat als Schiff und den Regierenden als „Steuermännern“ handelt es sich um einen Topos, der sich in Begriffen wie „Gouverneur“ (wörtlich: „Steuermann“) verfestigt hat. Sieht man im Schiff „das Staatsschiff“, dann gehören (zumindest in einer Demokratie) auch die Regierenden, die „Gouverneure“, eigentlich zum „Volk“, dem Demos, dem sie lediglich dienen. Indem es der Mannschaft in Der Steuermann gleichgültig zu sein scheint, wer das Schiff steuert und ob der vorgesehene Kurs beibehalten wird, zeigen sie, dass sie, obwohl sie der Erzähler ausdrücklich als „mächtig“ charakterisiert, nicht bereit sind, sich gegen einen Putschisten und für die Demokratie einzusetzen.
Der Erzähler ist resigniert und sieht demnach in seiner Mannschaft zu Recht nur ein sinnlos dahin schlurfendes Volk. Indem er die Männer aber in der dritten Person („sie“) als „Volk“ bezeichnet, zeigt er, dass er sich selbst zu ebendiesem „Volk“ nicht zugehörig fühlt. Das trifft in dem Sinne zu, dass ein Steuermann immer einer Elite angehört, die durch ihre Position vom einfachen Volk getrennt ist. Andererseits spricht der ehemalige Steuermann die Männer der Mannschaft, bevor sie ihn im Stich lassen, ausdrücklich mit dem Wort „Kameraden“ an. Tatsächlich „sitzen alle in einem Boot“, und es läge von daher nur nahe, wenn alle (trotz aller möglichen gegenseitigen Ressentiments) zusammenhielten, insbesondere gegen einen Eindringling, der das Schiff nach Art von Piraten geentert hat und dessen Absichten unbekannt sind.
Das Argument des „Sitzens in einem Boot“ muss nicht unbedingt mit demokratischer Tendenz benutzt werden: Es impliziert, dass der Steuermann und seine Mannschaft (sowie die Passagiere, von denen im Kafka-Text aber nicht die Rede ist) derselben Gefahr ausgesetzt sind. Sie bilden eine Notgemeinschaft, deren Mitglieder aufeinander angewiesen und deshalb schon aus Eigennutz zu solidarischem Handeln verpflichtet sind. Das Wohlergehen des einzelnen hängt von der sicheren Fahrt des Schiffes ab und damit auch vom Wohlergehen aller übrigen Mitreisenden. Dieser Gedanke ist schon der Antike vertraut; am Beispiel des Steuermanns, der selbst zu den Mitreisenden gehört und deshalb auch an ihrem Nutzen teilhat, erläutert Aristoteles, inwiefern Herrschaft sowohl den Regierten als auch den Regierenden nützt. Der Ich-Erzähler erwartet offenbar, dass seine Mannschaft genau das einsieht, und verzweifelt deshalb über ihre „Gedankenlosigkeit“.
Der Erzähler scheint aber blind gegenüber seiner eigenen Rolle bei der Übernahme der Macht durch den „Fremden“ zu sein. Die Art, wie die Mannschaft zunächst mitten in der Nacht klaglos (wenn auch nicht in dem vom Steuermann gewünschten Tempo) seiner Anweisung folgt, zeigt, dass sie das Gehorchen ohne Nachdenken gewohnt ist, woran der Steuermann wohl nicht ganz schuldlos ist. Diese Gewohnheit setzen die Männer auch dem „Fremden“ gegenüber fort, den sie zudem wohl für attraktiver halten als ihren alten Steuermann.

### Gesellschaft und Wirtschaft
Man kann auch annehmen, dass in Kafkas Geschichte ein Sinnbild für sozialdarwinistisches Verhalten vorliegt, konkret: ein Bild vom Verhältnis einer selbstbewussten, starken, autoritären Persönlichkeit zu einer unsicheren, sich auf andere verlassenden, schwachen Person sowie zur gehorsamsbereiten, autoritätsfixierten Menge der Mitmenschen: Nicht die Staatsgeschäfte, andere Geschäfte – Leitungsfunktionen irgendwelcher Art – werden nach dieser Interpretationsvariante vom Fremden übernommen, weil er der Stärkere und Selbstbewusstere ist.

### Biographie
Der Fremde in Der Steuermann ist eine der vielen von rabiater Stärke gekennzeichneten Vater-Figuren im Werk Franz Kafkas. Wie in seinem 1919 verfassten Brief an den Vater deutlich wird, empfand Kafka seinen Vater als eine Instanz, die immer wieder seinen Lebensweg negativ beeinflusste. Den Weg durchs eigene Leben könnte man mit einer Fahrt auf dem „Lebensschiff“ vergleichen, und das erzählende Ich, der Steuermann, der selbstbewusst „Kurs zu halten versucht“, stünde für Kafka selbst. Sobald in der Geschichte der Fremde ins Spiel kommt, weckt er, noch bevor er etwas gesagt oder getan hat, Zweifel im Ich, ob dieses überhaupt sein Lebensschiff steuern könne. Dass das Ich scheinbar unmotiviert die Frage stellt: „Bin ich nicht Steuermann?“, mit der Kafkas Geschichte beginnt, lässt sich mit der Unsicherheit erklären, die das bloße Erscheinen der „dunklen“ Vaterfigur auslöst.
Der Vater als psychische Instanz ist offenbar aus dem Bewusstsein des Sohnes verdrängt worden und erscheint deshalb, wie auch immer seine plötzliche Anwesenheit zu erklären ist (in der Geschichte wird sie nicht erklärt), bei seinem Auftauchen als „Fremder“. Sein Auftritt ist äußerst wirkungsvoll: Nicht allein seine körperliche Stärke, sondern auch die Selbstverständlichkeit, mit der er den Anspruch des Sohnes, Steuermann zu sein, wie „einen Traum“ „verscheucht“, schwächen das Ich so stark, dass es tatsächlich „steuerungsunfähig“ wird und sich der Vaterfigur geschlagen geben muss.
Die Mannschaft steht in dieser Interpretation für Kafkas Familie. Von dieser fühlte sich Kafka um 1920 laut des Briefs an den Vater alleingelassen.

### Psychoanalyse
Joachim Pfeiffer entwickelt den folgenden psychoanalytischen Deutungsansatz:
Der Text inszeniert ein innerpsychisches Drama, er führt bildlich den Konflikt der psychischen Instanzen Ich, Es und Über-Ich und deren scheiternde Vermittlung vor: die Krisenerfahrung des Subjekts. Dem Ich, das zwischen dem Über-Ich, also den gesellschaftlichen und moralischen Normen einerseits, und den irrationalen Triebenergien andererseits vermitteln soll, um sich in der Realität zu behaupten, wird die Herrschaft im eigenen Haus, sprich: im eigenen Schiff streitig gemacht. Die „schwankenden müden, mächtigen Gestalten“, die von unten aufsteigen, verbildlichen die Triebenergien, die in den Dienst des Ich treten sollten, sich aber als wenig hilfreich erweisen. Sie nicken zwar dem Steuermann zu, aber, so heißt es, „Blicke hatten sie nur für den Fremden…“ Sie unterwerfen sich dem herrischen Über-Ich, dem Fremden, der ihnen zuruft: „Stört mich nicht!“ Eine solche Deutung, die sich an Freuds Modell der psychischen Instanzen und der Traumanalyse orientiert, kann sich auf die traumhafte Welt dieses Textes berufen. Der Text würde dann verstanden als Projektion einer innern Welt, als „Mimesis der Wirklichkeit des Unbewußten“.

## Bezug zum sonstigen Schaffen Kafkas
Unter Kafkas Figuren finden sich viele junge Männer, die zunächst als Geschäftsführer oder Angestellte erfolgreich tätig sind, aber später auf „kafkaeske“ Weise scheitern. Das trifft u. a. auf Georg Bendemann (Das Urteil), auf Gregor Samsa (Die Verwandlung), aber auch auf Josef K. (Der Process) zu. Auch in Der Jäger Gracchus gibt es eine solche Figur. Durch eine Verlockung fehlgeleitet, muss er in einen permanenten Zustand des Übergangs von Leben zum Tod verharren. Auch hier gibt es einen scheiternden Bootsmann, durch dessen Versagen der Jäger jegliche Herrschaft über seinen Todeskahn verloren hat.

## Zitat
- „Was ist das für Volk! Denken sie auch oder schlurfen sie nur sinnlos über die Erde?“

## Ausgaben
- Der Steuermann. Entstanden 1920. Erstveröffentlichung: Beschreibung eines Kampfes. Hrsg. von Max Brod, Prag 1936, S. 100 ff. (Titel von Max Brod).
- Sämtliche Erzählungen. Herausgegeben von Paul Raabe, Fischer-Taschenbuch-Verlag, Frankfurt am Main und Hamburg 1970, ISBN 3-596-21078-X.
- Die Erzählungen. Originalfassung. Hrsg. von Roger Hermes, Frankfurt/Main 1997, ISBN 3-596-13270-3.
- Nachgelassene Schriften und Fragmente II. Hrsg. von Jost Schillemeit, Frankfurt/Main 1992, S. 324.

## Sekundärliteratur
- Peter-André Alt: Franz Kafka: Der ewige Sohn. Eine Biographie. München 2005. ISBN 3-406-53441-4.
- Manfred Engel: Kleine nachgelassene Schriften und Fragmente 3. In: Manfred Engel, Bernd Auerochs (Hrsg.): Kafka-Handbuch. Leben – Werk – Wirkung. Stuttgart, Weimar 2010, ISBN 978-3-476-02167-0, S. 343–370, bes. 349 f.
- Hans Lösener: Wer ist der Steuermann? Annäherungen an eine Erzählung von Franz Kafka. In: Wirkendes Wort 51 (2001), S. 388–400.
- Joachim Unseld: Franz Kafka. Ein Schriftstellerleben. München 1982, ISBN 3-446-13568-5.